# Herrgårdsknulens naturreservat
Herrgårdsknulens naturreservat är ett naturreservat i Sorsele kommun i Västerbottens län.
Området är naturskyddat sedan 2024 och är 331 hektar stort. Reservatet ligger nordost om Storuman och består av gammal gran- och tallskog och  våtmarker söder om käringträsket.